# North American Aviation
North American Aviation, Inc. – amerykańska wytwórnia lotnicza założona w 1928 roku przez Clementa Keysa. W 1967 roku połączyła się z firmą Rockwell-Standard Corporation tworząc North American Rockwell Corporation. Przez prawie 40 lat istnienia firma zaprojektowała wiele znanych konstrukcji lotniczych takich jak: T-6 Texan, P-51 Mustang, B-25 Mitchell czy F-86 Sabre.